# Alistair MacLean
Alistair Stuart MacLean (28. april 1922 – 2. februar 1987) var en skotsk forfatter, som skrev krigs-, thriller- og eventyrromaner. De mest kendte er Navarones Kanoner og Ørneborgen, som er filmatiseret som mange af hans bøger. Hans debutroman H.M.S.Ulysses handlede om de farefulde konvojsejladser med krigsmateriel til Rusland under 2. verdenskrig.
Alistair MacLean skrev også bøger under pseudonymet Ian Stuart, bl.a. Ultimatum og Den Sorte Korsfarer.
Alistair MacLean, der døde i München, ligger begravet nær Richard Burton i Celigny, en forstad til Geneve i Schweiz.

## Filmatiserede romaner
En række af MacLeans romaner er filmatiserede både før og efter hans død. Også en del af de romaner, som han skrev sammen med andre er filmatiserede.
Filmene er:
- The Secret Ways[1] (Farlig flugt)

1961 (En filmatisering af Den onde grænse)
- The Guns of Navarone[2] (Navarones kanoner)

1961
- The Satan Bug[3] (Alarm fra Center 3)

1965 (En filmatisering af Ultimatum)
- Ice Station Zebra[4] (S-O-S Nordpolen)

1968
- Where Eagles Dare[5] (Ørneborgen)

1968
- Puppet on a Chain[6] (Dødens dukker)

1970
- When Eight Bells Toll[7] (Spillet er ude)

1971
- Fear Is the Key[8] (Frygten er mit våben)

1972
- Caravan to Vaccares[9] (Døden i Grotterne)

1974
- Breakheart Pass[10] (Fort Humbolt)

1975
- Golden Rendezvous[11] (Møde i rum sø)

1977
- Force 10 from Navarone[12] (Styrke 10 fra Navarone)

1978
- Bear Island[13] (Bjørneøen)

1979
- The Hostage Tower[14] (Gidseltårnet)

1980 - TV-film
- River of Death[15]

1989 - ikke vist i Danmark, en filmatisering af Den glemte by
- Death Train[16] (Dødens tog)

1993 - TV-film
- The Way to Dusty Death[17] (På vej mod døden)

1995
- Night Watch[18] (Mike Graham, hemmelig agent)

1995